# Severino Filho
Severino de Araújo Silva Filho, mais conhecido como Severino Filho (Belém, 1928 – Rio de Janeiro, 1 de março de 2016), foi um músico, arranjador cantor, compositor e instrumentista brasileiro fundador do grupo de MPB Os Cariocas. Era pai da atriz Lúcia Veríssimo.
Nascido em Belém do Pará, sua família transferiu-se para o Rio de Janeiro quando ele tinha apenas um ano de idade. Formou Os Cariocas em 1942 junto de seu irmão, Ismael Netto. Também faziam parte da formação original os músicos Emanuel Furtado, o Badeco; Waldyr Viviani; e Jorge Quartarone, o Quartera. O primeiro sucesso do grupo foi a canção Adeus, América, de Haroldo Barbosa e Geraldo Jacques, em 1948. Em 1962, Os Cariocas participaram do histórico show "O Encontro", na boate carioca Au Bon Gourmet, que também contou com a participação de nomes como Tom Jobim, Vinícius de Moraes e João Gilberto. Foi arranjador e primeira voz dos Cariocas, tornando-se também pianista do grupo em 1956. Foi formado maestro aos 19 anos pelas mãos do maestro Hans-Joachim Koellreutter.
No fim de 2015 foi internado no Hospital São Luís, em São Paulo, devido a uma trombose pulmonar, depois sendo transferido para o Rio de Janeiro, internando-se no Hospital Quinta d'Or, em São Cristóvão, onde o quadro se agravou. No dia 29 de janeiro de 2016 teve de amputar a perna direita. Em 1 de março de 2016 morreu de parada cardiorrespiratória.